# Остряков Микола Олексійович
Микола Олексійович Остряков (рос. Николай Алексеевич Остряков; 17 травня 1911 — 24 квітня 1942, Севастополь) — радянський військовик, Герой Радянського Союзу, в роки німецько-радянської війни командувач Військово-повітряними силами Чорноморського флоту, генерал-майор авіації.

## Біографія
Народився 17 травня 1911 року в Москві в сім'ї робітника. Росіянин. Закінчив 7 класів. Вступив учнем на завод «Червоний металіст». У березні 1928 року у заклику комсомолу поїхав на будівництво Турксибу. У 1930 році повернувся до Москви. Незабаром перекваліфікувався на автослюсаря, потім став водити автобус.
У 1932 році закінчив школу льотчиків Цивільного Повітряного Флоту в Москві. Після закінчення школи залишився там же льотчиком-інструктором, потім перейшов до Вищої парашутної школи Тсоавіахіму, де не тільки тренувався, але й випробував парашути нової конструкції. У 1934 році в числі перших Острякову присвоїли звання «Майстер парашутного спорту СРСР». У 1935 році за видатні заслуги і майстерність парашутист був нагороджений орденом Червоної Зірки. У 1936 році він був обраний делегатом IX з'їзду комсомолу України, потім делегатом ювілейного X з'їзду ВЛКСМ.
У Військово-морському флоті з 1934 року. Учасник національно-революційної війни іспанського народу 1936—1939 років. На швидкісному бомбардувальнику «СБ» він виконав більше 250 успішних бойових вильотів. Екіпаж його літака в одному з боїв збив ворожий винищувач.
У грудні 1937 року Остряков був призначений командиром бомбардувального полку ВПС Чорноморського флоту. У 26 років Остряков став депутатом Верховної Ради СРСР 1-го скликання, був обраний делегатом XVIII з'їзду партії. Член ВКП(б) з 1938 року.
У квітні 1939 року М. О. Остряков був призначений командиром авіаційної бригади на Далекий Схід, а через 4 місяці він став командувачем ВПС Тихоокеанського флоту. 9 червня 1940 року йому було присвоєно звання генерал-майора авіації. У 1941 році закінчив Курси удосконалення командного складу при Військово-Морській академії.
На фронтах німецько-радянської війни з жовтня 1941 року. ВПС Чорноморського флоту під командуванням генерал-майора авіації Острякова в повітряних боях тільки з грудня по квітень 1942 року збили 354 ворожих літака. Він брав участь в обороні Севастополя, в Керченсько-Феодосійській десантній операції, часто літав на супровід бомбардувальників. Незважаючи на заборону Військової Ради Чорноморського флоту, здійснив особисто 100 бойових вильотів. Збив шість літаків противника.

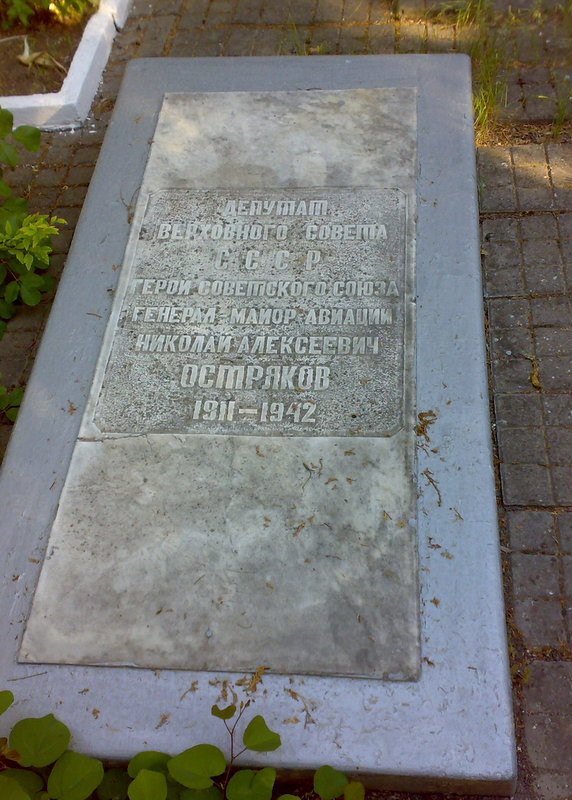
Могила Миколи Острякова

24 квітня 1942 року генерал Остряков із заступником командувача авіацією ВМФ генерал-майором авіації Ф. Г. Коробковим виїхав оглядати авіаційні майстерні в районі Круглої бухти. Приблизно через півгодини після їхнього приїзду на об'єкт з боку моря зі зниженням пройшла група «юнкерсів» і відбомбилися прямо по майстернях. Прямим попаданням тяжкої авіабомби в один з ангарів, були вбиті обидва генерала і частина їх супроводжували офіцерів. Похований у місті Севастополі на кладовищі Комунарів.

## Нагороди
Указом Президії Верховної Ради СРСР від 14 червня 1942 року за зразкове виконання бойових завдань командування на фронті боротьби з німецькими загарбниками і проявлені при цьому відвагу і геройство Острякову Миколі Олексійовичу посмертно присвоєно звання Героя Радянського Союзу.
Нагороджений орденом Леніна, двома орденами Червоного Прапора, орденом Червоної Зірки.

## Пам'ять

анотаційна дошка в Севастополі

Ім'я М. О. Острякова навічно занесено до списків особового складу управління авіації Червонопрапорного Чорноморського флоту. Іменем його названі: проспект в Севастополі на будинку № 1 якого 30 жовтня 1997 року встановлено анотаційну дошку, вулиця у Владивостоці та інших населених пунктах, а також залізнична станція під Сімферополем, судно Морського Риболовного Господарства, школа № 22 в Ленінському районі Севастополя, в холі якої встановлено його погруддя.
На місці загибелі командувача встановлена меморіальна дошка, а на цвинтарі Комунарів у Севастополі йому та іншим загиблим авіаторам споруджений 8-метровий обеліск. У Керчі М. О. Острякову встановлено пам'ятник. На Херсонеському мисі, звідки генерал проводжав льотчиків в бій і сам піднімався в небо обложеного Севастополя, встановлено його бюст.
У Москві є вулиця Острякова і меморіальний музей в середній школі № 704, яка носить його ім'я.